# Шварц, Рэндел
Рэндал Л. Шварц (англ. Randal L. Schwartz, родился 22 ноября 1961 года, также Мерлин) — американский писатель, системный администратор и консультант по программному обеспечению.

## Биография
Рэндал Шварц — соавтор нескольких книг о языке программирования «Perl», он также вёл регулярные колонки об языке «Perl» в нескольких компьютерных журналах, включая «UNIX Review», «Web Techniques» и «Perl Journal».
Он является учредителем Совета Директоров организации «Perl Mongers», международной адвокатской организации, предоставляющей правовое обслуживание разработчикам языка Perl.
С 1985 года Шварц владелец и управляющий компании «Stonehenge Consulting Services, Inc». В 2007 году он стал дополнительным ведущим к «FLOSS Weekly», тематическому подкасту по свободному программному обеспечению, а с 2010 года стал основным ведущим этого подкаста. Шварц также произвел озвучивание «StarShipSofa», известного научно-фантастического подкаста.
Имя Рэндала Шварца также связано с так называемым преобразованием Шварца, алгоритмом эффективной сортировки информационных списков, который позволяет сортировать списки без многочисленных повторений вычислений для каждого элемента списка.
Шварц — влиятельный член сообщества открытого программного обеспечения «FLOSS», и имеет прозвище «Эксперт по Перлу». Шварц много раз давал интервью журналистам из известных компьютерных журналов (таких как «Dr. Dobb's Journal», «Paul dot Com Security TV», «The Command Line», «PerlCast», «FLOSS Weekly», «ONLamp.com» и «InfoQ») по тематике языков программирования Perl, Ruby, Smalltalk и др.
Шварц выступал на конференции «OSCON» 2011 года и был основным докладчиком на конференции «LinuxFest» в 2010 году в Техасе.
Его книги как правило получали многочисленные положительные отзывы и подробные обзоры.

## ДелоИнтела
В июле 1995 года Шварц привлекался к суду по делу «Штат Орегон против Рэндала Шварца», в котором рассматривался случай, когда Шварц работавший в Интеле системным администратором, поставил под угрозу компьютерную безопасность компании. В ходе тестирования своих программ Шварц взломал множество паролей на серверах Интела.
Шварц первоначально был признан виновным по трем пунктам уголовного преступления, но 1 февраля 2007 года отчеты о его аресте и осуждении, были официально закрыты и аннулированы без правовых последствий и без сохранения судимости.